# Бойко Віктор Миколайович
Ві́ктор Микола́йович Бо́йко (1970—2014) — старшина Збройних сил України, учасник російсько-української війни.

## Життєпис
Народився 1970 року в селі Барахти (Васильківський район, Київська область). Закінчив барахтівську школу; служив у морській піхоті. Створив родину; виховували доньку.
Призваний за мобілізацією влітку 2014-го, головний сержант батареї, 128-ма окрема гірсько-піхотна бригада. Від медкомісії приховав стан свого здоров'я — раніше переніс травму, 3 місяці не міг пересуватися. Брав участь у боєзіткненнях.
6 жовтня 2014-го загинув під час вчиненого російськими збройними формуваннями обстрілу в Перевальському районі під Дебальцевим — снаряд з РСЗВ «Град» влучив у бліндаж. Тоді ж загинув Віктор Пунда. Зазнав смертельних поранень і помер 9 жовтня Віталій Чмелівський.
Без Віктора залишились брат, сестра, дружина та донька (2000 р. н.).
Похований у селі Барахти 10 жовтня 2014 року.

## Нагороди і вшанування
За особисту мужність і героїзм, виявлені у захисті державного суверенітету та територіальної цілісності України, вірність військовій присязі під час російсько-української війни, відзначений — нагороджений
- орденом «За мужність» III ступеня (посмертно)
- Його портрет розміщений на меморіалі «Стіна пам'яті полеглих за Україну» в Києві: секція 4, ряд 2, місце 31
- На стіні Барахтівської школи встановлено меморіальну дошку Вікторові Бойку[2]